# Kabila (Saue)
Kabila is een plaats in de Estlandse gemeente Saue vald, provincie Harjumaa. De plaats heeft de status van dorp (Estisch: küla).
Tot in oktober 2017 hoorde de plaats bij de gemeente Kernu. In die maand werd Kernu bij de gemeente Saue vald gevoegd.

## Bevolking
Het dorp had 60 inwoners op 31 december 2011 en 62 inwoners op 31 december 2021.